# Pseudoproboscispora caudae-suis
Pseudoproboscispora caudae-suis är en svampart som först beskrevs av Ingold, och fick sitt nu gällande namn av J. Campb., Shearer, J.L. Crane & Fallah 2003. Pseudoproboscispora caudae-suis ingår i släktet Pseudoproboscispora och familjen Annulatascaceae.   Inga underarter finns listade i Catalogue of Life.